# Ploubalay
Ploubalay foi uma antiga comuna francesa na região administrativa da Bretanha, no departamento Côtes-d'Armor. Estendia-se por uma área de 35,36 km². Em 2010 a comuna tinha 3 672 habitantes (densidade: 103,8 hab./km²).
Em 1 de janeiro de 2017, passou a formar parte da nova comuna de Beaussais-sur-Mer.